# Киршехир
Киршехир (тур. Kırşehir) је град у Турској у вилајету Киршехир. Према процени из 2009. у граду је живело 102.834 становника.

## Становништво
Према процени, у граду је 2009. живело 102.834 становника.
| 1990.  | 2000.  |
| ------ | ------ |
| 73.538 | 88.105 |